# Potentilla longifolia
Potentilla longifolia es una especie de planta fanerógama perteneciente a la familia de las rosáceas que se encuentra en Asia.

## Descripción
Son hierbas perennes. Las raíces robustas, cilíndricas. Los tallos florales erectos o ligeramente ascendente, de 30-90 cm de altura, con pecíolos pubescentes. Las hojas radicales de 10-30 cm incluyendo el pecíolo; estípulas de color marrón, membranosas, envés pubescente y velloso; pinnadas con 4 o 5 pares de folíolos; foliolos contrarios, rara vez alternos, sésiles, oblongo-lanceolados o oblanceolados, de 1.5-8 × 0.5-2.5 cm, pubescentes en el envés y glandulares, pilosos en las venas, el haz piloso o glabrescente; las hojas caulinarias se asemeja a las radicales; estípulas verdes, herbáceas, envés pubescente o velloso, margen entero o separado. Inflorescencia terminal, corimboso, congestionado, con pocas flores. Flores de 1.5-1.8 cm de diámetro con pedúnculo corto. Sépalos triangular-lanceolados, ápice acuminado. Pétalos erectos y ampliados en las frutas, ampliamente obovadas, casi igualando sépalos, emarginada ápice. Los frutos son aquenios reniformes u ovoides, de. 1 mm, liso. Fl. y fr. julio-septiembre.

## Distribución y hábitat
Se encuentra en los bosques minimalista, márgenes de los bosques, matorrales, praderas alpinas en las laderas de las montañas; a una altitud de 300--3200 metros en Gansu, Hebei, Heilongjiang, Jilin, Liaoning, Mongolia Interior, Qinghai, Shandong, Shanxi, Sichuan, Xizang, Corea, Mongolia y Rusia.

## Propiedades
Esta especie se utiliza medicinalmente por sus principios activos, entre ellos Procianidina C2.

## Taxonomía
Potentilla longifolia fue descrita por Willd. ex Schltdl. y publicado en Magazin für die Neuesten Entdeckungen in der Gesammten Naturkunde, Gesellschaft Naturforschender Freunde zu Berlin 7: 287. 1816.
Etimología
Potentílla: nombre genérico que deriva del latín postclásico potentilla, -ae de potens, -entis, potente, poderoso, que tiene poder; latín -illa, -illae, sufijo de diminutivo–. Alude a las poderosas presuntas propiedades tónicas y astringentes de esta planta. 
longifolia: epíteto latíno que significa "con hojas largas".
Sinonimia
- Potentilla hispida Nestl.
- Potentilla tanacetifolia var. longifolia (Willd. ex Schltdl.) Vorosch.
- Potentilla viscosa Donn ex Lehm.
- Potentilla viscosa var. macrophylla Kom.[4]